# Shaun Benson

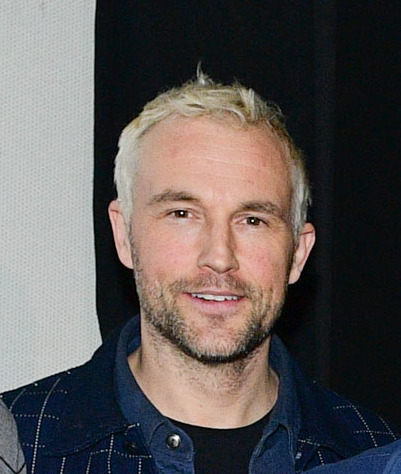
Shaun Benson (2018)

Shaun Benson (* 16. Januar 1976 in Guelph, Ontario) ist ein kanadischer Schauspieler.

## Leben
Shaun Benson ist der Sohn des Englischprofessors, erfolgreichen Romanautors und Dramatikers Eugene Benson. An der University of Western Ontario schloss er ein Studium in Chemie und Biochemie mit einem Bachelor of Science ab. Er studierte anschließend am George Brown College Schauspielerei.
Seine Karriere als Schauspieler begann Shaun Benson beim Theater. So war er in John Palmers Singapore, Fabrizio Filippos Waiting for Lewis oder auch in einer Aufführung von Shakespeares Verlorene Liebesmüh zu sehen.
Erste Film- und Fernsehauftritte hatte Shaun Benson in Serien wie The Associates (2001–2002) oder Just Cause (2002–2003). 2002 war er in einer kleinen Nebenrolle im Film K-19 – Showdown in der Tiefe zu sehen. Von 2004 bis 2005 spielte er die Rolle des Dr. Steven Lars Webber in der Serie General Hospital. In der französischen Produktion Mademoiselle Populaire aus dem Jahr 2012 sah man ihn als Bob Taylor. 2019 spielte er in 4 Folgen der Prime-Serie The Boys den christlichen Sektenführer Ezekiel.
2020 wurde er zusammen mit der restlichen Besetzung beim Florida Comedy Film Festival für den Film Boys vs. Girls mit einem Preis ausgezeichnet. Sein Wirken umfasst über 80 Film- und Serienproduktionen.

## Filmografie (Auswahl)
- 2001–2002: The Associates (Fernsehserie, 30 Folgen)
- 2002: K-19 – Showdown in der Tiefe (K-19: The Widowmaker)
- 2002–2003: Just Cause (Fernsehserie, 22 Folgen)
- 2004–2005: General Hospital (Fernsehserie)
- 2006: Cold Case – Kein Opfer ist je vergessen (Cold Case, Fernsehserie, eine Folge)
- 2007: The Unit – Eine Frage der Ehre (The Unit, Fernsehserie, eine Folge)
- 2010: Being Erica – Alles auf Anfang (Being Erica, Fernsehserie, 3 Folgen)
- 2011: Flashpoint – Das Spezialkommando (Flashpoint, Fernsehserie, eine Folge)
- 2011: Against the Wall (Fernsehserie, eine Folge)
- 2012: Mademoiselle Populaire (Populaire)
- 2012: Haven (Fernsehserie, eine Folge)
- 2012: Republic of Doyle – Einsatz für zwei (Republic of Doyle, Fernsehserie, 2 Folgen)
- 2013: Cracked (Fernsehserie, eine Folge)
- 2013: Played (Fernsehserie, eine Folge)
- 2013: Heartland – Paradies für Pferde (Heartland, Fernsehserie, 2 Folgen)
- 2014: Defiance (Fernsehserie, 5 Folgen)
- 2014: Darknet – Nur ein Klick zum Horror (Darknet, Fernsehserie, eine Folge)
- 2015: Saving Hope (Fernsehserie, 6 Folgen)
- 2016: Channel Zero (Fernsehserie, 6 Folgen)
- 2016: The Girlfriend Experience (Fernsehserie, 4 Folgen)
- 2016: ARQ
- 2018: Killjoys (Fernsehserie, eine Folge)
- 2019–2024: The Boys (Fernsehserie, 5 Folgen)
- 2019: Boys vs. Girls
- 2020: Fatman
- 2020: Dein letztes Solo (Tiny Pretty Things, Fernsehserie, 8 Folgen)
- 2022–2024: Billy the Kid (Fernsehserie, 11 Folgen)
- 2023: Slasher (Fernsehserie, 5 Folgen)
- 2023: Mayans M.C. (Fernsehserie, 2 Folgen)